# Neutraldichtefilter

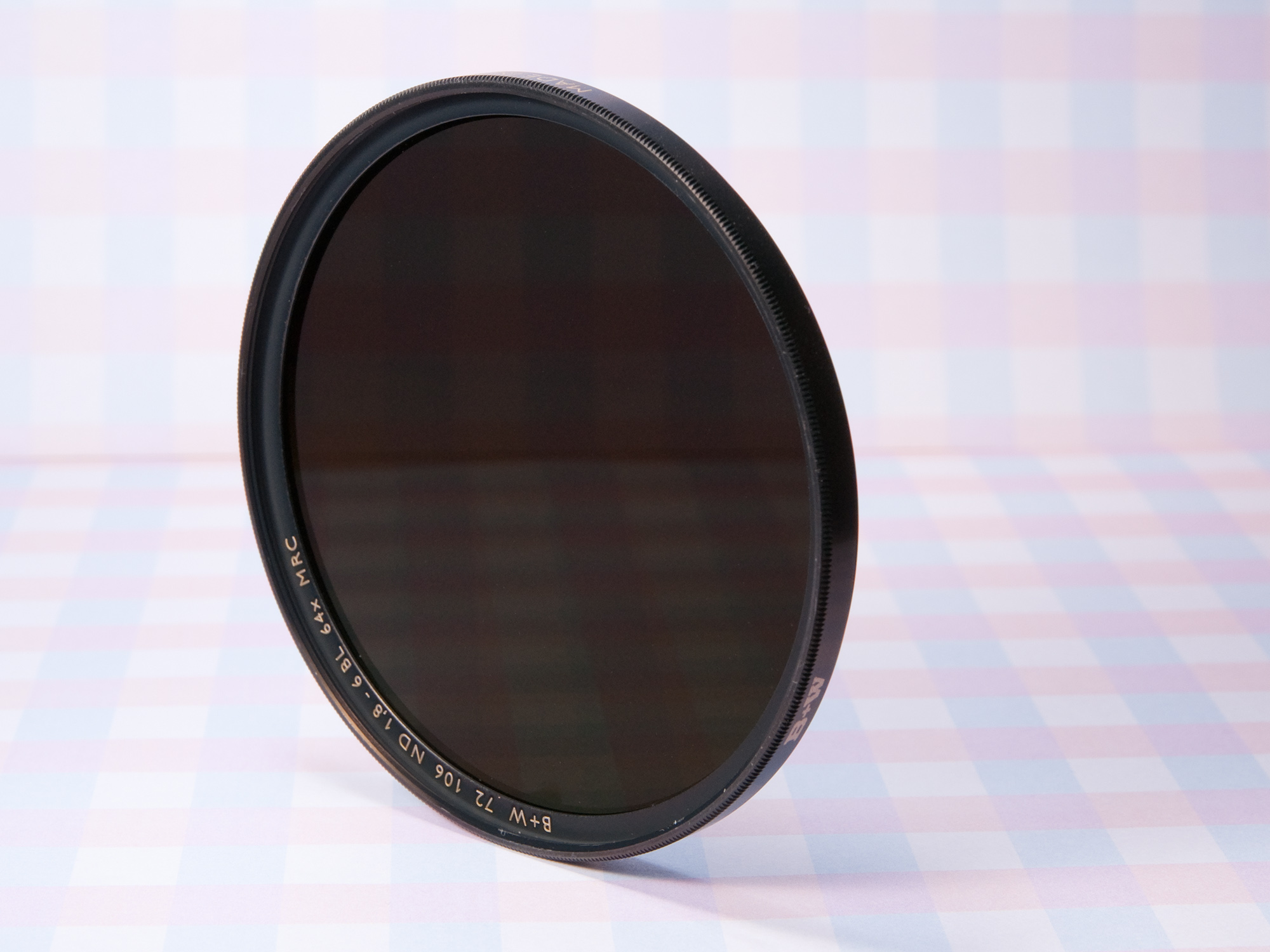
Ein Neutraldichtefilter ND1,8 mit einem Verlängerungsfaktor der Verschlusszeit von 64.

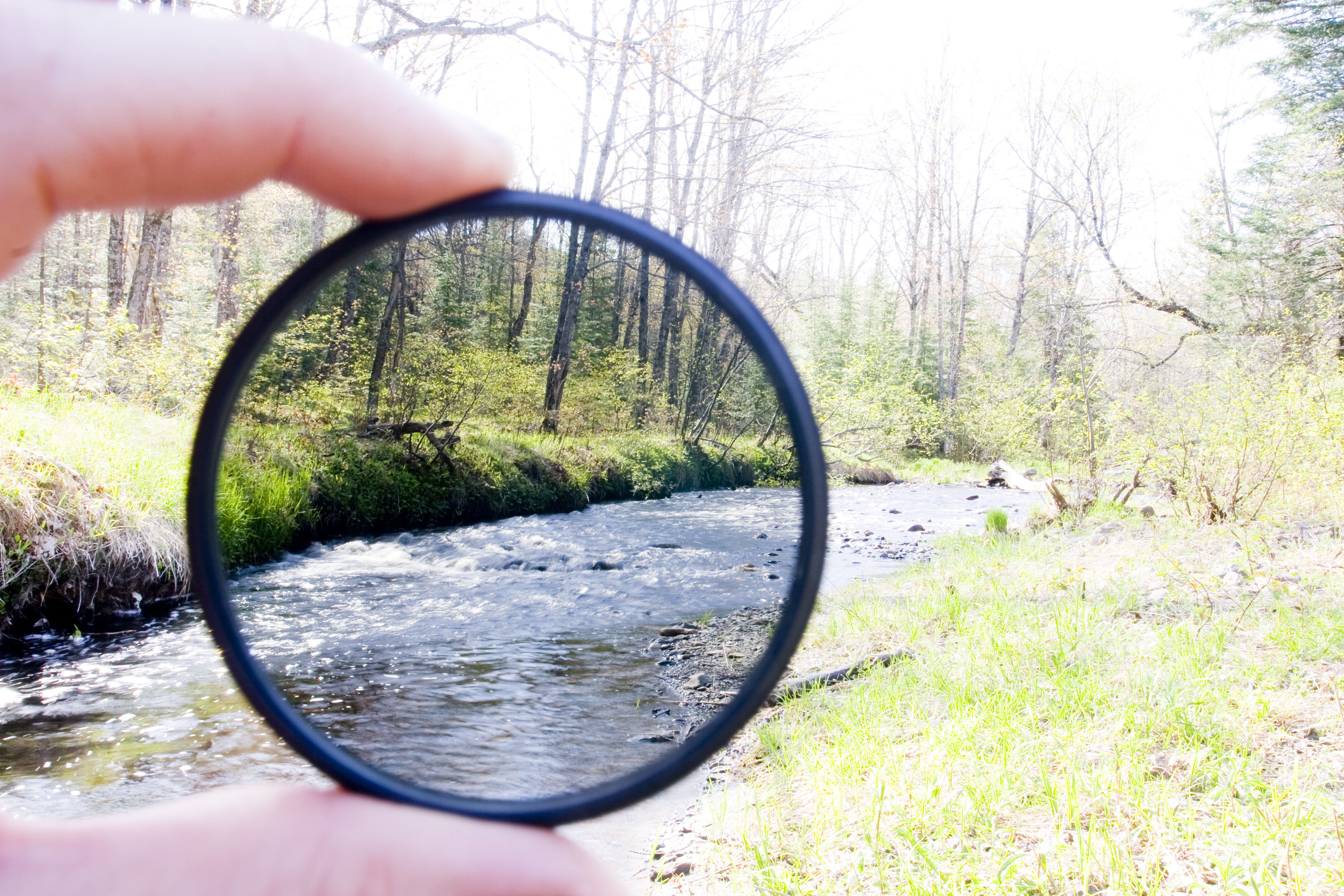
Ein Neutraldichtefilter ND0,6 sorgt für eine Verlängerung der Verschlusszeit um zwei Blendenstufen beziehungsweise auf das Vierfache.

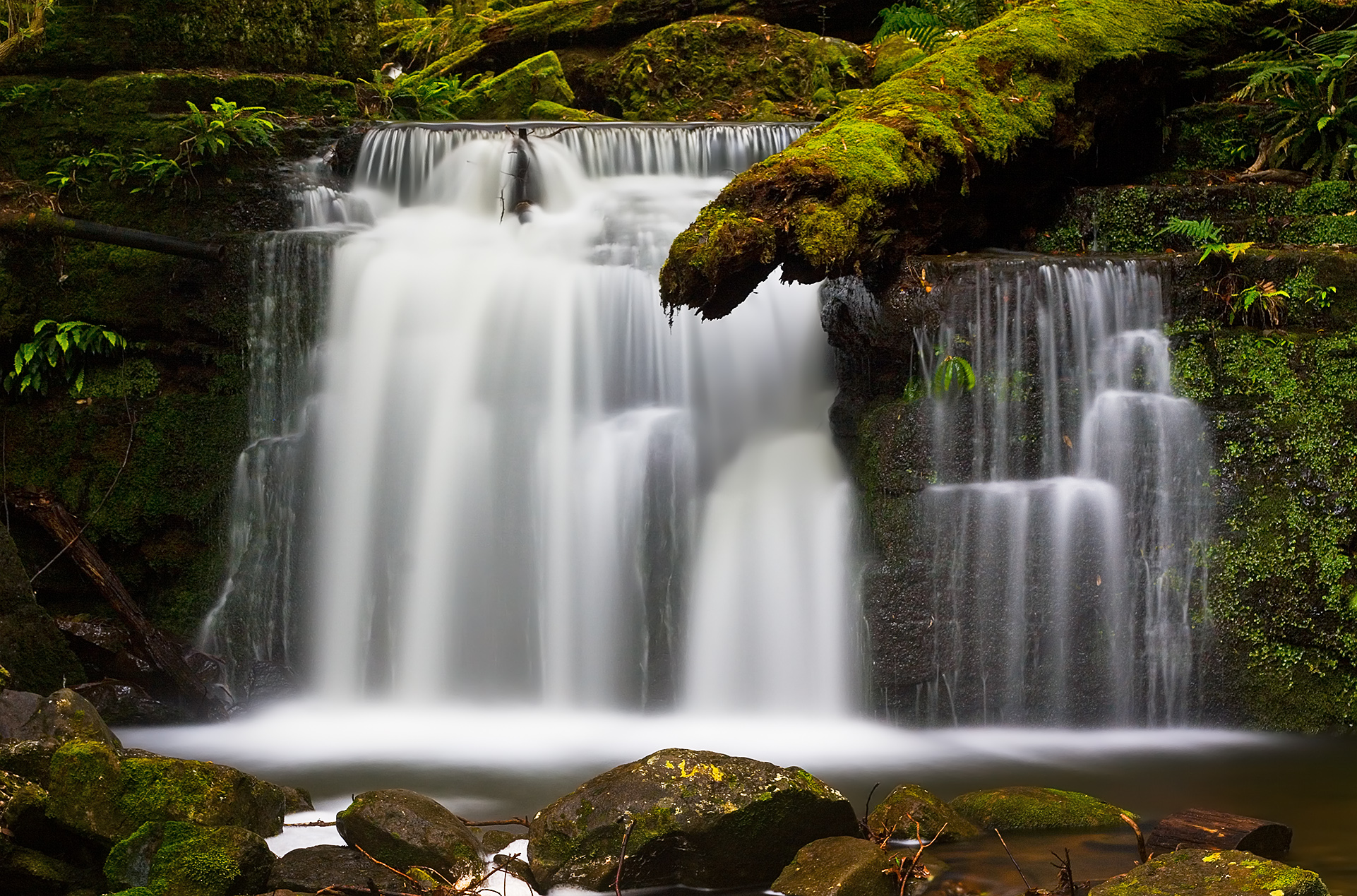
Neutraldichtefilter werden meist dazu verwendet, Bewegungsunschärfe trotz großer Lichtintensität zu erzielen.

Unter Neutraldichtefilter (ND-Filter, Neutralfilter, meist Graufilter; auch VND – variabler Neutraldichtefilter) versteht man in der Fotografie gefasste Glas- oder Kunststoffscheiben von optischer Güte, die vor das Objektiv des Fotoapparats geschraubt oder gesteckt werden, um gleichmäßige Abdunklung im Bild zu erzielen. Neutraldichtefilter sind ebenfalls in der Filmkamera- und Fernsehkameratechnik sowie in der Lichttechnik in Gebrauch. Sie sind homogen neutralgrau eingefärbt, so dass die Farbwiedergabe nicht verfälscht wird. In der Praxis findet man bei den verschiedenen Herstellern allerdings oft unterschiedliche Farbstiche, die in der Bildnachbearbeitung entfernt werden müssen.
Für die Sonnenbeobachtung werden spezielle Neutralfilter, Sonnenfilter, verwendet, die allerdings nur weniger als 0,1 Promille der Sonnenstrahlung durchlassen dürfen.

## Anwendungen

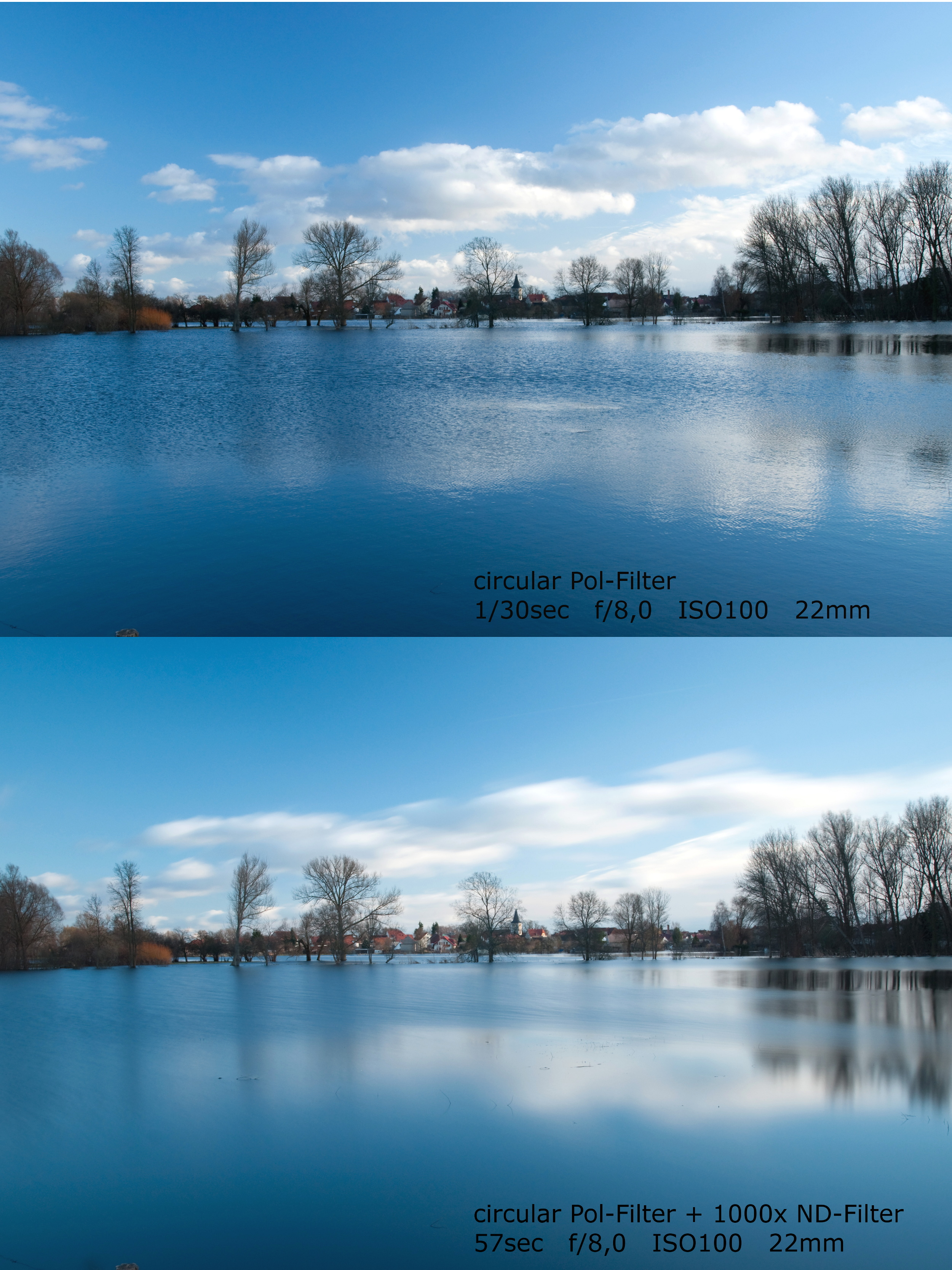
Gegenüberstellung zweier Bilder. Das erste ohne und das zweite mit 1000X-ND-Filter. Der tatsächliche Filterfaktor beträgt nicht 1000, sondern ca. 1666.

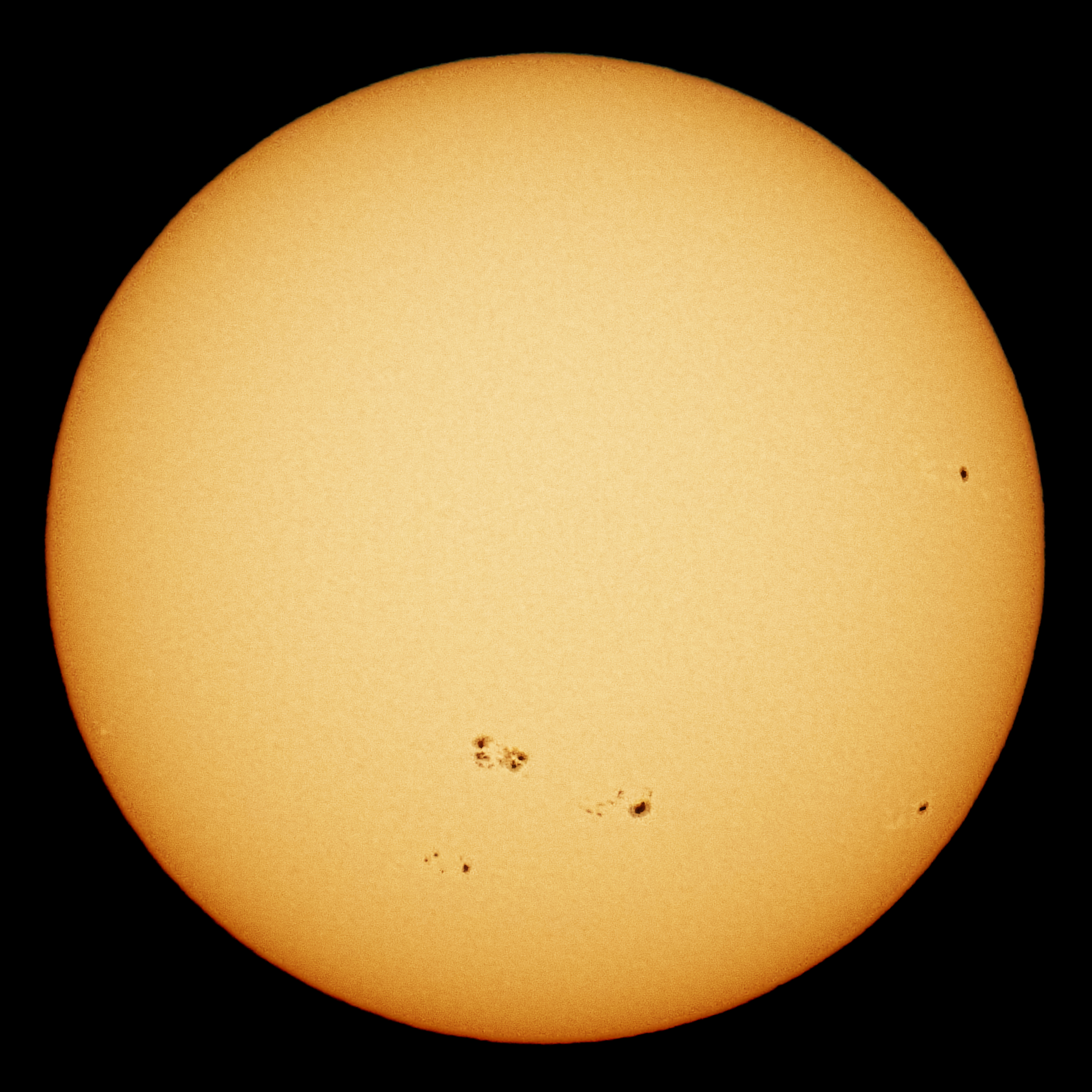
Aufnahme der Sonne mit mehreren Sonnenflecken mit einem Neutraldichtefilter ND3 (ein Promille Transmission) bei einer Blendenzahl 8, einem Belichtungsindex von ISO 200 und einer Belichtungszeit von 1/20000 Sekunde (Lichtwert der Sonnenscheibe: EV = 29,3).

In der Fotografie kann die Verminderung der durch das Objektiv einfallenden Lichtmenge erforderlich werden, wenn bei vorgegebener Filmempfindlichkeit das Aufnahmelicht zu hell ist und die Abblendmöglichkeit des Objektivs nicht ausreicht, um Überbelichtung zu vermeiden, oder gewünschte Blendenwerte oder Belichtungszeiten nicht eingehalten werden können. Das kann der Fall sein, wenn sich das zu fotografierende Objekt durch die Wahl einer offenen Blende vor unscharfem Hintergrund abheben oder auch durch Langzeitbelichtung ein Wisch- oder Fließeffekt erzielt werden soll. Auch kann so bei der Architekturfotografie vermieden werden, dass Menschen auf dem Bild erscheinen.
Um etwa die Bewegung herabfallenden Wassers fotografisch darstellen zu können, benötigt man 1/60 Sek. Belichtungszeit oder länger. Ist nun das Aufnahmelicht so hell und/oder die Filmempfindlichkeit so hoch, dass sich zur korrekten Belichtung trotz kleinstmöglicher Blende am Objektiv diese 1/60 Sek. nicht einstellen lässt, kommt ein Graufilter zum Einsatz. Insbesondere bei Architekturaufnahmen stören Personen oder Fahrzeuge, die sich vor dem Gebäude bewegen. Hier lässt sich durch den Einsatz von Graufiltern die Belichtungszeit so verlängern, dass die Reizschwelle des Films oder Bildsensors unterschritten wird und Personen oder Fahrzeuge im Bild nicht sichtbar werden.
Auch in der Filmtechnik werden Graufilter verwendet. Da bei der Film- bzw. Videoaufnahme üblicherweise eine konstante Belichtungszeit (im Regelfall – abhängig von der Bildfrequenz – 1/48, 1/50 oder 1/60 Sek.) erwünscht ist, reicht bei hellen Motiven oft die Abblendmöglichkeit der Objektive nicht aus, um ausgewogen belichtete Aufnahmen zu erzielen. Eine zu starke Abblendung würde zu einer Verminderung der Schärfe durch die auftretende Beugungsunschärfe führen, eine Verkürzung der Belichtungszeit hingegen zu unnatürlich wirkenden, stroboskopartigen Bewegungen. Deshalb ist in solchen Situationen ein Graufilter erforderlich. Professionelle Videokameras verfügen häufig über eingebaute Graufilter, die sich bei Bedarf in mehreren Stufen hinzuschalten lassen.
In der Lichttechnik werden Graufilter zur Verminderung der austretenden Lichtmenge eingesetzt, wenn das Dimmen der Scheinwerfer nicht erwünscht oder möglich ist, etwa wenn dies die Farbtemperatur des Lichtes verändern würde.

## Variable ND-Filter
Neben herkömmlichen Graufiltern mit fester Stärke existieren auch variable Filter (auch als ND-Fader bezeichnet).
Technisch handelt es sich hierbei um zwei hintereinander angeordnete Polarisationsfilter, die gegeneinander verdreht werden, wodurch sich die Lichtdurchlässigkeit verändert. Stehen beide Polfilter parallel, so tritt die geringste Abschwächung auf. Sind die beiden Filter genau 90° zueinander verdreht, wird das Licht theoretisch komplett blockiert (praktisch gelangt dennoch etwas Licht durch, da das Material nicht völlig lichtundurchlässig ist). Besonders gerne werden variable Graufilter für Videoaufnahmen mit Spiegelreflexkameras bzw. Systemkameras verwendet, da diese im Gegensatz zu vielen Videokameras über keine eingebauten Graufilter verfügen, und das häufige Wechseln der Filter bei Veränderung der Lichtsituation aufwändig bzw. in manchen Situationen auch kaum möglich ist.
Variable Graufilter haben gegenüber herkömmlichen mit fester Stärke jedoch einige Nachteile:
- Mit zunehmender Stärke wird die Abdunkelung ungleichmäßig, es können hellere und dunklere Bereiche im Bild entstehen. Im Extremfall, bei zu hoher eingestellter Stärke des Filters, führt dies schließlich dazu, dass ein schwarzes, kreuzförmiges Muster über dem gesamten Bild erscheint. Der Effekt tritt umso stärker in Erscheinung, je kürzer die Brennweite des Objektives ist. Der praktisch nutzbare Bereich variabler Graufilter ist durch diesen Effekt auf etwa 2- bis 32-fach begrenzt, wobei der Bereich durch die Kombination mit einem herkömmlichen Graufilter oder die Verwendung von getönten Gläsern im Filter auch nach oben verschoben werden kann. Der nutzbare Bereich ist im Regelfall durch Min/Max-Markierungen gekennzeichnet und das Überschreiten dieses Bereiches manchmal auch mechanisch blockiert, viele Hersteller neigen jedoch dazu, den vermeintlich nutzbaren Bereich aus Marketinggründen sehr großzügig auszulegen, sodass auch schon vor Erreichen der angegebenen Maximalposition störende Effekte auftreten können.
- Da es sich um Polarisationsfilter handelt, bewirken diese auch einen Polfiltereffekt, der in manchen Situationen unerwünscht sein kann, da sich dadurch die natürlichen Farben und Kontraste unter gewissen Umständen stark verändern können (beispielsweise kann der Himmel in ungünstigen Situationen unnatürlich dunkel erscheinen). Bei einigen hochwertigen variablen Graufiltern ist zusätzlich zum vorderen Filterelement auch der gesamte Filter drehbar ausgeführt, um so unerwünscht auftretende Polfiltereffekte minimieren zu können.
- Es kann zu einem sichtbaren Schärfeverlust kommen, insbesondere bei preiswerten variablen Graufiltern schlechter Qualität.
- Die exakte, momentan eingestellte Stärke des Filters lässt sich nicht bestimmen, eine (bei viele Modellen gar nicht vorhandene) Skala bietet allenfalls einen sehr groben Anhaltspunkt. Dies ist relevant, wenn die erforderliche Belichtungszeit und Blende berechnet werden soll, beispielsweise bei Langzeitbelichtungen. Mit variablen Graufiltern kann eine korrekte Belichtung daher nur durch Ausprobieren bzw. mittels visueller Kontrolle erreicht werden.
- Bei der Kombination von zwei linearen Polarisationsfiltern ist mit einer Restpolarisation zu rechnen, die Autofokus und Belichtungsmessung in Kameras mit Strahlteilern (vor allem Spiegelreflexkameras) beeinträchtigen kann.

Diese Nachteile lassen sich durch die Verwendung qualitativ hochwertiger variabler Graufilter zu einem gewissen Grad verringern, jedoch nicht gänzlich vermeiden.

## Kennzeichnungen
Standardtypen der Graufilter besitzen den Verlängerungsfaktor 2, 4 oder 8. Auf den Filterfassungen wird dazu die Bezeichnung ND 2X, ND 4X oder ND 8X angegeben.
Bei stärkeren Filtern wird NDx (Neutraldichte) oder ODx (optical density) mit einer nachgestellten Zahl x angegeben. Wenn die große X-Bezeichnung fehlt und der Faktor mit Dezimalzeichen angegeben ist, beispielsweise bei ND 3,0, dann weist das auf die logarithmische Dämpfungsskala nach folgender Berechnungsformel hin:
{\displaystyle x=\log {\frac {I_{0}}{I}}}
Die Stärke der Abschwächung berechnet sich aus dem dekadischen Logarithmus des Quotienten aus der einfallenden Intensität I0 und der nach dem Filter messbaren Intensität I.

### Vergleichstabelle
Die folgende Tabelle stellt die üblichen Bezeichnungen von NDx (logarithmische Skala), die Angabe von ND…X (die drei Punkte stehen für den Zahlenwert der Verlängerung der Verschlusszeit, lineare Skala) und die Anzahl der Blendenstufen dar, um die sich die Lichtmenge verringert.
ND 0 entspricht dem Verzicht auf einen Graufilter (keine Filterwirkung), Polarisationsfilter liegen in ihrer Wirkung um ND 0,45 herum und die Angabe ND 8,0 steht für eine Abschwächung der Intensität um den Faktor 100.000.000 = 108. Je nach Anbieter variiert das Format, in dem die Filterstärke angegeben ist. Viele im Handel mit der Bezeichnung ND8 angebotene Filter besitzen eine Neutraldichte von 0,9 und werden basierend auf ihrem achtfachen Verlängerungsfaktor bezeichnet.
| Bezeichnung ND | Filterfaktor x | Blendenstufen Δnk | Transmission τ | optische Dichte Eλ |
| -------------- | -------------- | ----------------- | -------------- | ------------------ |
| -              | 1              | 0                 | 100 %          | 0                  |
| 0.3            | 2              | 1                 | 50 %           | 0,3010             |
| 0.5            | 3              | 1,6               | 33,3 %         | 0,4771             |
| 0.6            | 4              | 2                 | 25 %           | 0,6021             |
| 0.9            | 8              | 3                 | 12,5 %         | 0,9031             |
| 1.0            | 10             | 3,3               | 10 %           | 1,0000             |
| 1.2            | 16             | 4                 | 6,25 %         | 1,2041             |
| 1.5            | 32             | 5                 | 3,13 %         | 1,5051             |
| 1.8            | 64             | 6                 | 1,56 %         | 1,8062             |
| 2.0            | 100            | 6,6               | 1,00 %         | 2,0000             |
| 2.1            | 128            | 7                 | 0,78 %         | 2,1072             |
| 2.4            | 256            | 8                 | 0,39 %         | 2,4082             |
| 2.7            | 512            | 9                 | 0,20 %         | 2,7093             |
| 3.0            | 1000           | 10                | 0,10 %         | 3,0000             |
| 3.3            | 2048           | 11                | 0,05 %         | 3,3113             |
| 3.6            | 4096           | 12                | 0,02 %         | 3,6124             |
| 4.0            | 10000          | 13,3              | 0,01 %         | 4,0000             |

## Formeln zur Berechnung
Um für die meist alternativ angegebenen Werte von Dichte oder Verlängerungsfaktor beziehungsweise die entsprechende Anzahl Blendenstufen die jeweils anderen Werte auszurechnen, gelten die folgenden Gleichungen:
Filterfaktor: {\displaystyle x=2^{\Delta n_{k}}=10^{E_{\lambda }}}
Anzahl der Blendenstufen: {\displaystyle {\Delta n_{k}}=\log _{2}(x)=\log _{2}(10^{E_{\lambda }})=E_{\lambda }\cdot \log _{2}(10)}
Optische Dichte: {\displaystyle E_{\lambda }=\log _{10}(2^{\Delta n_{k}})=\Delta n_{k}\cdot \log _{10}(2)=\log _{10}(x)}
Transmission (Durchlässigkeit): {\displaystyle \tau ={\frac {100\%}{x}}}
Diese Gleichungen bedeuten in der Umgangssprache:
Der Filterfaktor aus der Anzahl der Blendenstufen oder aus der optischen Dichte:
{\displaystyle {\text{Filterfaktor}}=2^{\text{Anzahl der Blendenstufen}}=10^{\text{optische Dichte}}}
Die Anzahl der Blendenstufen aus dem Filterfaktor oder aus der optischen Dichte:
{\displaystyle {\text{Anzahl der Blendenstufen}}=\log _{2}{\text{(Filterfaktor)}}=\log _{2}(10^{\text{optische Dichte}})}
Die optische Dichte aus der Anzahl der Blendenstufen oder aus dem Filterfaktor:
{\displaystyle {\text{Optische Dichte}}=\log _{10}(2^{\text{Anzahl der Blendenstufen}})=\log _{10}{\text{(Filterfaktor)}}}
Die Transmission errechnet sich allein aus dem Filterfaktor:
{\displaystyle {\text{Transmission}}={\frac {100\,{\text{Prozent}}}{\text{Filterfaktor}}}}

## Kalibrierung
ND-Filter – vor allem mit hoher Filterstärke – entsprechen oftmals nicht exakt der angegebenen Dichte. Bei ND-Filtern mit einer neutralen Dichte von ND 3,0 liegen Abweichungen von einer halben bis ganzen Blendenstufe im üblichen Bereich. Daher ist vor dem Einsatz der Filter eine Kalibrierung der Filterstärke zu empfehlen.
Dabei werden die Bildergebnisse mit und ohne Filter bei der jeweils errechneten Belichtungszeit verglichen und anschließend die notwendige Belichtungszeit bei Einsatz des Filters angepasst, bis die Ergebnisse deckungsgleich sind.
Die Kalibrierung kann auch mithilfe einer Smartphone-App durchgeführt werden.

## Farbechtheit
Viele ND-Filter haben einen Farbstich, da durch die verlängerten Belichtungszeiten im Verhältnis mehr Licht im Infrarot-Bereich durchgelassen wird.
Durch die Verwendung einer Infrarotschutzschicht kann dieser Effekt behoben und die natürliche Farbe wiederhergestellt werden.